# Spilogona septentrionalis
Spilogona septentrionalis este o specie de muște din genul Spilogona, familia Muscidae. A fost descrisă pentru prima dată de Ringdahl în anul 1918. Conform Catalogue of Life specia Spilogona septentrionalis nu are subspecii cunoscute.